# Rifugio Balma
Das Rifugio Balma (auch: Rifugio della Balma) ist eine Schutzhütte in den Cottischen Alpen der norditalienischen Metropolitanstadt Turin/Region Piemont.
Die Hütte steht innerhalb des Parco Naturale Orsiera Rocciavrè in 1986 m s.l.m. Höhe oberhalb des Sangonetals und gehört zur Gemeinde Coazze.
Das Rifugio wurde im Jahr 1977 von der Sektion Coazze des CAI erbaut und im Jahr 2000 renoviert.